# ديك مكابي
ديك مكابي (بالإنجليزية: Dick McCabe)‏ هو سائق سيارة سباق أمريكي، ولد في 6 أكتوبر 1947 في كينبونكبورت في الولايات المتحدة.

## وصلات خارجية
- ديك مكابي على موقع Racing-Reference.info (الإنجليزية)